# Hyriopsis
Hyriopsis је род слатководних шкољки из породице Unionidae, речне шкољке.

## Врсте
Врсте у оквиру рода Hyriopsis:
- Hyriopsis bialata Simpson, 1900
- Hyriopsis cumingii (Lea, 1852)
- Hyriopsis delaportei (Crosse & Fischer, 1876)
- Hyriopsis desowitzi Brandt, 1974
- Hyriopsis myersiana (Lea, 1856)
- Hyriopsis schlegelii (Martens, 1861)
- Hyriopsis velthuizeni (Schepman, 1896)